# Сарккинен, Ханна
Ханна Мария Катарийна Сарккинен (фин. Hanna Maria Katariina Sarkkinen; род. 18 апреля 1988, Оулунсало, Оулу) — финский политический и государственный деятель. Член партии Левый союз. Депутат эдускунты с 22 апреля 2015 года. Член городского совета Оулу. В прошлом — министр социального обеспечения и здравоохранения Финляндии (2021—2023).

## Биография
Родилась 18 апреля 1988 года в Оулунсало.
Окончила Университет Оулу в 2014 году. Имеет степень магистра философии со специализацией на интеллектуальной истории.
В возрасте 18 лет вступила в молодёжную организацию Левого союза и стала заместителем председателя организации. С 2010 по 2016 год была членом совета партии Левый союз. С 2013 по 2016 год была председателем совета партии. На партийном съезде в июне 2016 года избрана заместителем председателя  партии, занимала должность до партийного съезда осенью 2019 года.
Была кандидатом на муниципальных выборах 2008 года в Оулу, получила 125 голосов. В 2011 году стала членом городского совета Оулу. По результатам  муниципальных выборов 2012 года в Оулу избрана в городской совет, получила 1312 голосов.
Была кандидатом на выборах в Европейский парламент 2014 года, получила 7342 голосов. На выборах в Европейский парламент 2019 года получила 10 941 голос.
Была кандидатом на парламентских выборов 2011 года в избирательном округе Оулу, получила 3278 голосов. По результатам парламентских выборов 2015 года впервые избрана депутатом эдускунты, получила 9582 голоса, переизбрана по  результатам парламентских выборов 2019 года, получила 11 103 голоса. Была членом Финансового комитета (2015—2019), членом Комитета по социальным вопросам и здравоохранению (2019). В конце ноября 2019 года ушла в декретный отпуск и вернулась в парламент в конце лета 2020 года, была членом Комитета по социальным вопросам и здравоохранению (2020—2021).
Была назначена министром социального обеспечения и здравоохранения Финляндии на второй двухлетний срок в период полномочий парламента 2019—2023 годов. 29 июня 2021 года сменила Айно-Кайсу Пеконен в кабинете Марин. В контексте российского нападения на Украину в июне 2022 года посетила Эстонию для координации систем социальной защиты двух стран для беженцев из Украины, а также поддержала членство Финляндии в НАТО (у её партии не было однозначного ответа на этот вопрос, так что депутаты голосовали по-разному). 20 июня 2023 года правительство Марин ушло в отставку.

## Личная жизнь
Вышла замуж в сентябре 2018 года, а в декабре 2019 года у неё родился сын.